# Alemanniahaus

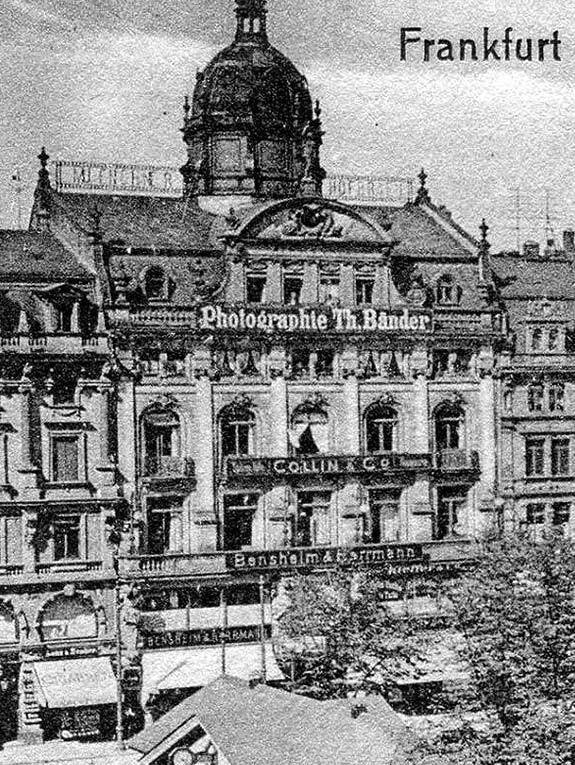
Alemanniahaus (Ausschnitt aus einer Postkarte, um 1910)

Das Alemanniahaus am Schillerplatz war ein Geschäftshaus in Frankfurt am Main. Es wurde 1890 bis 1892 nach Entwürfen der Architekten Hector & Brosius erbaut und erhielt seinen Namen nach der Gaststätte Alemannia, die die Familie Rompel im für den Neubau abgerissenen Vorgängerbau betrieben hatte.

## Lage und Umgebung
Das Gründerzeitgebäude bildete ein Ensemble am nördlichen Rand des Platzes um die Hauptwache. Benachbart wurde es auf der linken, westlichen Seite vom Bavariahaus an der Ecke Schillerplatz und Schillerstraße, auf der rechten, östlichen Seite vom Haus Wolfseck an der Ecke Schillerplatz und Große Eschenheimer Straße. Auf der anderen Seite der Großen Eschenheimer Straße befand sich das Haus „Fratzeneck“ an der Ecke zur Zeil.

## Architektur und Ausstattung
Die fünfachsige Gründerzeit-Fassade zeigte einen Segmentgiebel, auf dem eine fackeltragende Allegorie der Alemannia thronte. Auf seiner großen Dachkuppel befand sich eine beleuchtete hohe Laterne. Der Fassadenschmuck, darunter vier Atlanten, die den Balkon trugen, stammte von bekannten Frankfurter Künstlern wie Friedrich Schierholz.

## Nutzung
Im Erdgeschoss befand sich das Modehaus Schwarzschild und Ochs. Sein Besitzer Moses Martin Schwarzschild (1837–1916) war der Vater des Astronomen Karl Schwarzschild und des Kunstmalers Alfred Schwarzschild. Das Restaurant Alemannia – Münchner Hofbräuhaus befand sich im ersten Obergeschoss, während im Untergeschoss der Alemannia-Bierkeller lag. Nach dem Ersten Weltkrieg wurde in den Obergeschossen ein Kino eingerichtet. Die Alemannia-Lichtspiele wurden am 25. Dezember 1918 eröffnet und boten Platz für 650 Personen. Nur der Bierkeller wurde weiterhin gastronomisch genutzt.

## Verbleib
Das Alemanniahaus brannte 1944 bei den Luftangriffen auf Frankfurt am Main aus. Obwohl wesentlich weniger beschädigt als die Nachbarhäuser, wurden seine Überreste 1953/54 für einen Neubau abgerissen. Das neue Alemanniahaus wurde als kombiniertes Büro- und Geschäftshaus errichtet. Im Erdgeschoss befand sich ein Aschinger-Schnellrestaurant, außerdem erhielt es wiederum ein Kino mit 700 Plätzen. Am 9. April 1955 wurde das neue Alemannia-Kino mit einer Aufführung von Wolfgang Liebeneiners Die heilige Lüge eröffnet. 1990 wurde das Kino geschlossen. Heute ist das Alemanniahaus ein reines Geschäftshaus.